# عبد الله بن سوار العنبري
عبد الله بن سوار هو عبد الله بن سوار بن عبد الله بن قدامة القاضي الإمام أبو السوار العنبري التميمي البصري. المتوفى 228 هـ، كان هو وأبوه وجده قضاة البصرة. من رواة الحديث، خرج له النسائي في الفرائض حديثا. وثقه أبو داود وغيره وكان صاحب سنة وعلم ومعرفة. مات في سنة ثمان وعشرين ومائتين وقد قارب الثمانين وتوفي ولده سوار بن عبد الله بن سوار قاضي البصرة في سنة خمس وأربعين ومائتين أدرك عبد الوارث التنوري ونحوه وهو من شيوخ أبي داود والترمذي والنسائي.

## اسمه ونسبه
- هو أبو سوار عبد الله بن سوار بن عبد الله بن قدامة بن عنزة بن نقب بن عمرو بن الحارث بن مجفر بن كعب بن العنبر بن عمرو بن تميم بن مر العنبري العمروي التميمي[3]

## روايته للحديث
- سمع من أبيه سوار بن عبد الله، وعبد الله بن بكر المزني، وجرير بن حازم، وحماد بن سلمة، ومالك بن أنس، ووهيب بن خالد وغيرهم.
- حدث عنه ابنه سوار ومعاوية بن صالح وأبو زرعة الرازي وحرب الكرماني ومحمد بن إبراهيم البوشنجي وعبيد الله بن واصل ومعاذ بن المثنى وأبو خليفة الجمحي وخلق كثير.